# Nicola Sturgeon
Nicola Ferguson Sturgeon (født 19. juli 1970) er en skotsk politiker, der siden 19. november 2014 har hun været Skotlands førsteminister og siden 14. november samme år partileder for Scottish National Party. Hun efterfulgte Alex Salmond og er den første kvinde på posten. Hun meddelte den 15. februar 2023, at hun vil træde tilbage som førsteminister og leder af SNP, når en ny leder af SNP er valgt den 27. marts 2023.
Hun har siden 1999 været medlem af det skotske parlament. Forinden sin parlamentariske karriere arbejdede Sturgeon som advokat i Glasgow.
Politisk har Sturgeon ønsket gennemførelse af Skotlands uafhængighed af Storbritannien samt arbejdet imod Storbritanniens udmeldelse af EU.